# Gare de Belleville (Meurthe-et-Moselle)
Gare de Belleville vasútállomás Franciaországban, Belleville településen.

## Vasútvonalak
Az állomást az alábbi vasútvonalak érintik:
- Frouard-Novéant-vasútvonal

## Kapcsolódó állomások
A vasútállomáshoz az alábbi állomások vannak a legközelebb:
- Gare de Marbache
- Gare de Dieulouard